# Чемпионат Европы по лёгкой атлетике в помещении 1981 — бег на 800 метров (женщины)
Соревнования по бегу на 800 метров у женщин на чемпионате Европы по лёгкой атлетике в помещении в Гренобле прошли 21—22 февраля 1981 года во Дворце спорта.
Действующей зимней чемпионкой Европы в беге на 800 метров являлась Йоланта Янухта из Польши.

## Рекорды
До начала соревнований действующими были следующие рекорды в помещении.
| Высшее мировое достижение        | Ольга Вахрушева (СССР)  | 1.58,4 | Москва, СССР       | 17 февраля 1980 |
| Рекорд Европы                    | Ольга Вахрушева (СССР)  | 1.58,4 | Москва, СССР       | 17 февраля 1980 |
| Рекорд чемпионатов Европы        | Йоланта Янухта (Польша) | 2.00,6 | Зиндельфинген, ФРГ | 2 марта 1980    |
| Лучший результат сезона в мире   | Тамара Сорокина (СССР)  | 2.02,7 | Минск, СССР        | 6 февраля 1981  |
| Лучший результат сезона в Европе | Тамара Сорокина (СССР)  | 2.02,7 | Минск, СССР        | 6 февраля 1981  |

## Расписание
| Дата            | Раунд соревнований     |
| --------------- | ---------------------- |
| 21 февраля 1981 | Предварительные забеги |
| 22 февраля 1981 | Финал                  |

Время местное (UTC+2)

## Медалисты
| Золото                 | Серебро                 | Бронза                    |
| Хильдегард Улльрих ГДР | Светла Златева Болгария | Николина Штерева Болгария |

## Результаты
Обозначения: Q — Автоматическая квалификация | q — Квалификация по показанному результату | WB — Высшее мировое достижение | ER — Рекорд Европы | CR — Рекорд чемпионатов Европы | NR — Национальный рекорд | WL — Лучший результат сезона в мире | EL — Лучший результат сезона в Европе | PB — Личный рекорд | SB — Лучший результат в сезоне | DNS — Не стартовала | DNF — Не финишировала | DQ — Дисквалифицирована

### Предварительные забеги
Квалификация: первые 2 спортсменки в каждом забеге (Q) плюс 2 лучших по времени (q) проходили в финал.

На старт в 2 забегах вышли 10 легкоатлеток.
| Место | Атлет                | Гражданство    | Забег | Результат | Примечания |
| ----- | -------------------- | -------------- | ----- | --------- | ---------- |
| 1     | Светла Златева       | Болгария       | 1     | 2:02.65   | Q, WL      |
| 2     | Николина Штерева     | Болгария       | 1     | 2:02.76   | Q          |
| 3     | Анн-Мари ван Нюффель | Бельгия        | 1     | 2:03.41   | q          |
| 4     | Хильдегард Улльрих   | ГДР            | 2     | 2:03.90   | Q          |
| 5     | Кирсти Макдермотт    | Великобритания | 1     | 2:04.15   | q, PB      |
| 6     | Монтсеррат Пухоль    | Испания        | 2     | 2:04.50   | Q, PB      |
| 7     | Бернадетт Луи        | Франция        | 1     | 2:04.89   |            |
| 8     | Бетти ван Стенбрук   | Бельгия        | 2     | 2:05.27   | PB         |
| 9     | Кирсти Вульднес      | Норвегия       | 2     | 2:06.05   |            |
| 10    | Виолета Цветкова     | Болгария       | 2     | 2:10.56   |            |

### Финал
Финал в беге на 800 метров у женщин состоялся 22 февраля 1981 года. Чемпионское звание завоевала Хильдегард Улльрих из ГДР, установившая личный рекорд.
| Место | Атлет                | Гражданство    | Результат | Примечания |
| ----- | -------------------- | -------------- | --------- | ---------- |
| 1     | Хильдегард Улльрих   | ГДР            | 2:00.94   | WL, PB     |
| 2     | Светла Златева       | Болгария       | 2:01.37   |            |
| 3     | Николина Штерева     | Болгария       | 2:02.50   |            |
| 4     | Кирсти Макдермотт    | Великобритания | 2:02.88   | PB         |
| 5     | Анн-Мари ван Нюффель | Бельгия        | 2:05.37   |            |
| 6     | Монтсеррат Пухоль    | Испания        | 2:06.13   |            |